# 奇南德加省
奇南德加省 （Departamento de Chinandega）是尼加拉瓜的一個省，位於該國西北部太平洋岸。面積4,926平方公里，2005年人口441,300人。首府奇南德加。
下分13市。
1. ↑  [
. www.citypopulation.de.   [2023-07-05]. （原始内容存档于2022-11-29）.